# Satoyama

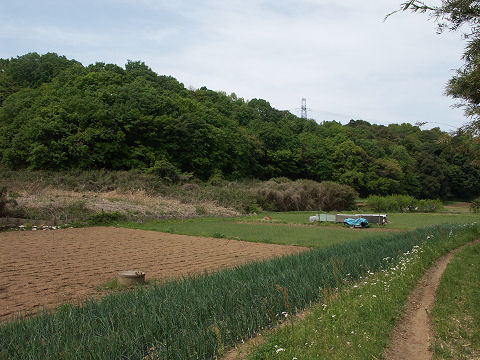
Satoyama a Inagi, a la metròpolis de Tòquio, Japó.

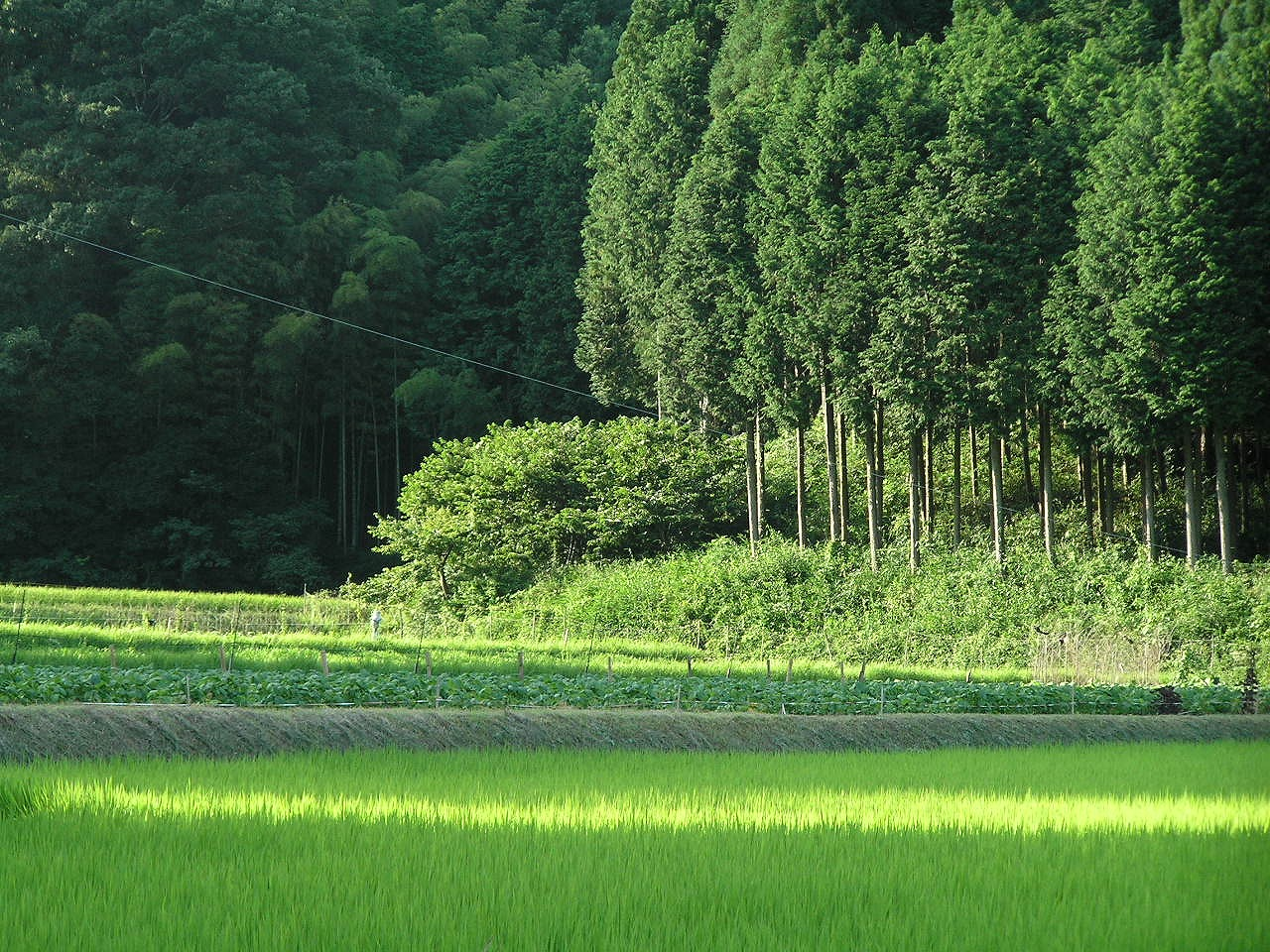
Paisatge satoyama de camps d'arròs i boscos de Cryptomeria i Chamaecyparis obtusa, a Sasayama, Hyōgo.

Satoyama (里山) és un terme japonès que s'aplica a la zona existent entre els turons al peu de les muntanyes, el piedemonte, i la plana cultivable. Literalment, sato (里) significa terra arable o gleva i terra humanitzada, i yama (山) significa turó o muntanya. El satoyama ha estat desenvolupat al llarg dels segles com a zona d'agricultura i explotació forestal a petita escala.
El concepte de satoyama té vàries definicions, La primera és la gestió dels boscos a través de les comunitats agrícoles locals. Durant l'era Edo, les fulles caigudes eren recollides per la comunitat per fertilitzar els camps d'arròs. La fusta s'usava per a la construcció, la cuina i com a llenya. Actualment, satoyama defineix no només les comunitats forestals mixtes, sinó tot el paisatge de l'entorn, un mosaic de boscos mixtos, arrossars, prats, corrents, estanys i embassaments de reg, els quals asseguren el nivell d'aigua dels arrossars i les granges de peixos.

## Població, propietat i ús del terreny

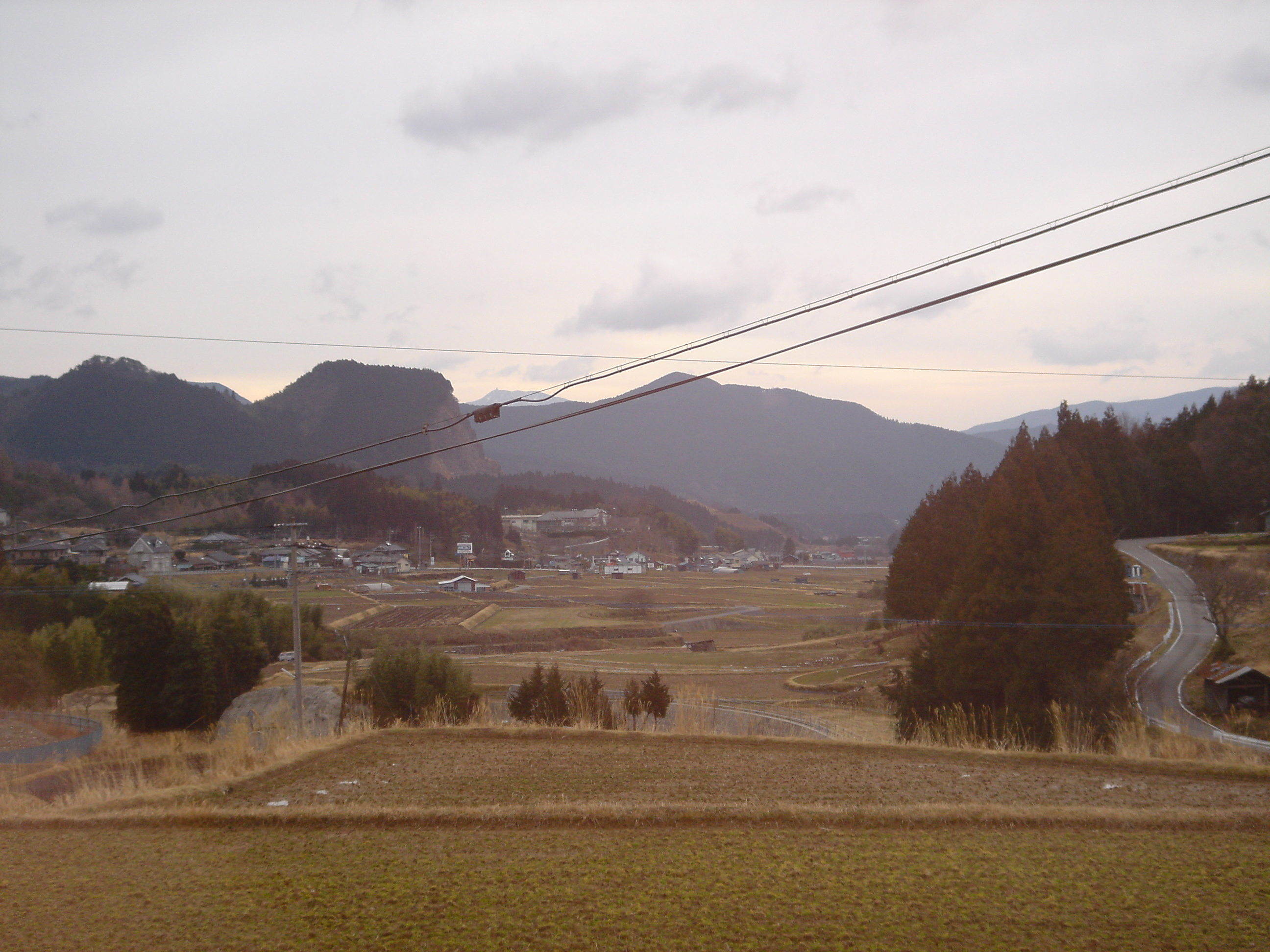
Satoyama al Poble de Kuma, a la prefectura d' Ehime, Japó.

El declivi de la població als llogarets ha estat un factor determinant en la desaparició del satoyama del paisatge japonès. El creixement econòmic del Japó entre 1955 i 1975 va crear bretxes socials i econòmiques significatives entre les ciutats i els llogarets, la qual cosa va conduir a la despoblació de pobles de muntanya, on la vida era dificultat per les condicions naturals com pendents pronunciats, lliscaments de terra i nevades. Els patrons de propietat també han estat un factor. La propietat compartida dels boscos de satoyama a prop dels pobles ha estat comú des de principis del segle xix.
Aquests boscos van ser talats per consideracions econòmiques i la necessitat de matèries per construir cases. Com que els boscos propers als pobles han estat talats, els boscos antics d'avui (incloent els boscos de faigs en elevacions altes) sovint es troben lluny dels llogarets. Els habitants usen la fusta dels seus boscos privats i les plantacions de coníferes com a combustible. A la dècada de 1960, els satoyama s'utilitzaven com a camps d'arròs, camps arats, cultius itinerants, zones de pasturatge, camps de palla, boscos secundaris per obtenir combustible, i boscos de bambú gegant.

## Biodiversitat

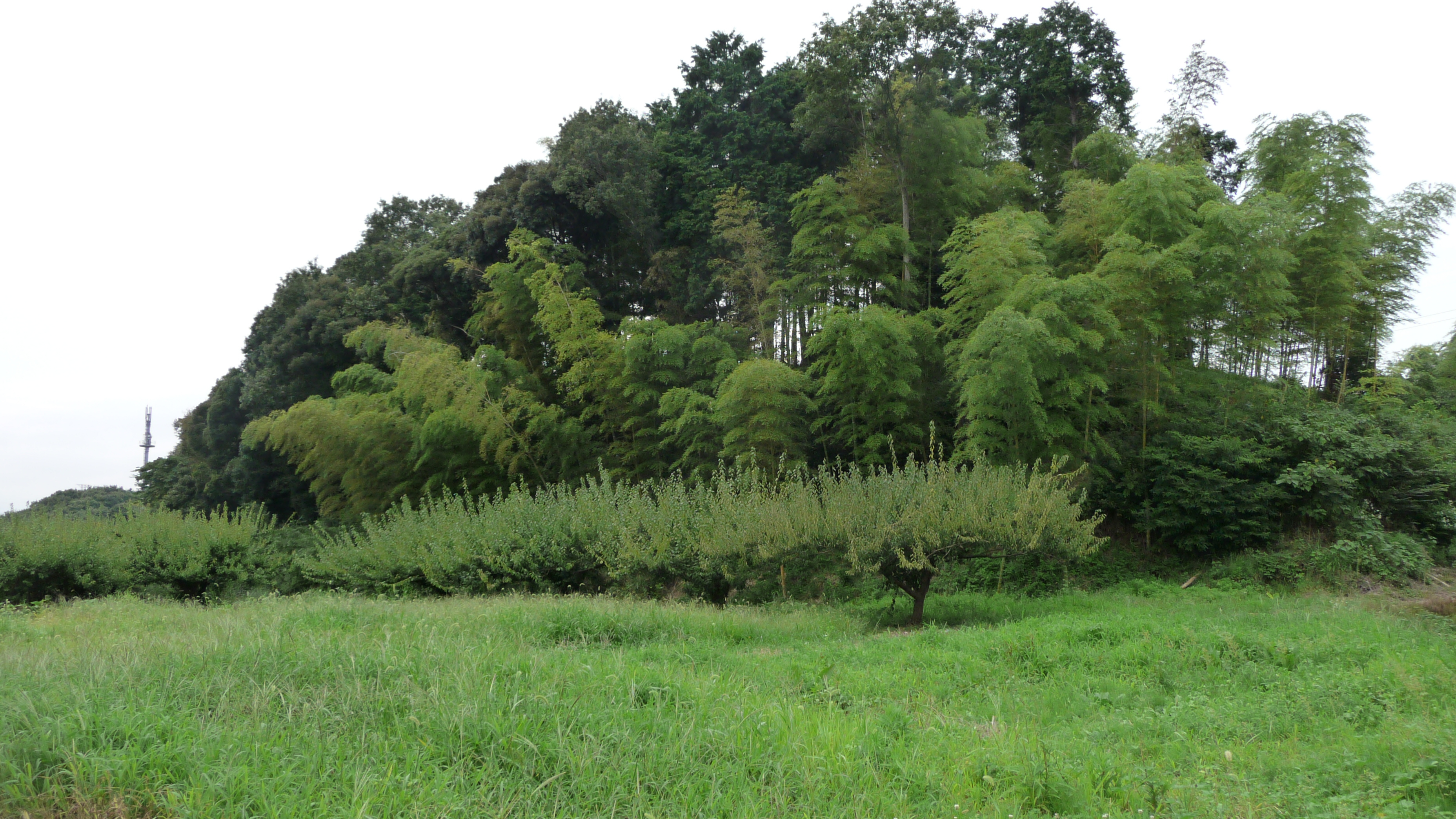
Sayotama a la prefectura de Chiba utilitzada tant per a usos agrícoles com el cultiu de bambú i albercocs japonesos.

Diversos tipus d'hàbitat per a la vida silvestre han estat proporcionats pel paisatge de satoyama mixt com a resultat del sistema agrícola tradicional japonès, que també facilita el moviment de la fauna entre hàbitats. Els desplaçaments d'animals salvatges pot ocórrer entre estanys, arrossars, pastures, boscos, i també entre llogarets. Els estanys, embassaments i rierols, en particular, juguen un paper important en la supervivència d'espècies dependents de l'aigua com ara libèl·lules i cuques de llum, que en les primeres etapes del seu cicle vital porten un mode de vida subaquàtic.
Els arbres caducifolis com Quercus acutissima i Quercus serrata són plantats pels agricultors per mantenir arbres de fulla caduca caducifoli. La transformació en un bosc laurifoli és impedida pels grangers que tallen aquests arbres per obtenir llenya i carbó vegetal cada 15 a 20 anys. Moltes espècies vegetals i animals són capaces de viure en aquests boscos caducifolis a causa de les pràctiques tradicionals d'administració.

## Causes de la seva destrucció
El satoyama ha desaparegut en gran part pel fet que va deixar d'usar-se la fusta com a combustible ia l'ús de fertilitzants químics, de manera que el bosc va deixar de cultivar-se. També hi ha el problema que hi ha poca gent capaç de treballar el bosc aplicant la hipòtesi de la pertorbació intermèdia, segons la qual una intervenció determinada al bosc pot fins i tot millorar la biodiversitat. En aquest cas, cultivant arbres per obtenir fusta per a la construcció i carbó vegetal. Com a conseqüència de la desaparició del satoyama, es crea un bosc secundari de pins que pateix epidèmies des dels anys setanta.

## Conservació
A les dècades de 1980 i 1990, es va crear al Japó un moviment de conservació que va portar a l'existència el 2001 de més de 500 grups per la conservació del satoyama. El 2009, la UNESCO va posar en marxa la Iniciativa Satoyama per crear societats en harmonia amb la natura.
A la península de Noto, a la costa occidental del Japó, es combina el satoyama amb el satoumi, aquest últim aplicat a les zones costaneres, en les quals es conserva una rica biodiversitat combinada amb la pesca i l'agricultura. Per això, la regió forma part dels Sistemes Importants del Patrimoni Agrícola Mundial (SIPAM).
A l'illa de Sado, al mar del Japó, el satoyama és l'últim hàbitat natural de l'ibis crestat japonès, que s'alimenta als camps d'arròs i nia als arbres alts. La petita illa de Sado, recorreguda per dos sistemes muntanyosos, posseeix una representació dels ecosistemes satoyama i satoumi que ha merescut igualment formar part dels Sistemes Importants del Patrimoni Agrícola Mundial (SIPAM).